# 内步乡
内步乡是中国河北省邢台市柏乡县下辖的一个乡。位于河北省柏乡县西北部，与高邑、临城两县交界，京广铁路线、107国道、京珠高速公路、午河行洪河道均穿境而过，地理区位优势明显，交通极为方便。

## 行政区划
内步乡下辖内步一村、内步二村、内步三村、大汪村、韩村、马村、北大江村、南大江村、余舍村、孙上京村、刘上京村、赵上京村、胡上京村、王上京村。